# Distretto di Buk (Daegu)
Buk (Hangŭl: 북구; Hanja: 北區) è un distretto di Daegu. Ha una superficie di 95,46 km² e una popolazione di 461.896 abitanti al 2004.